# SERP

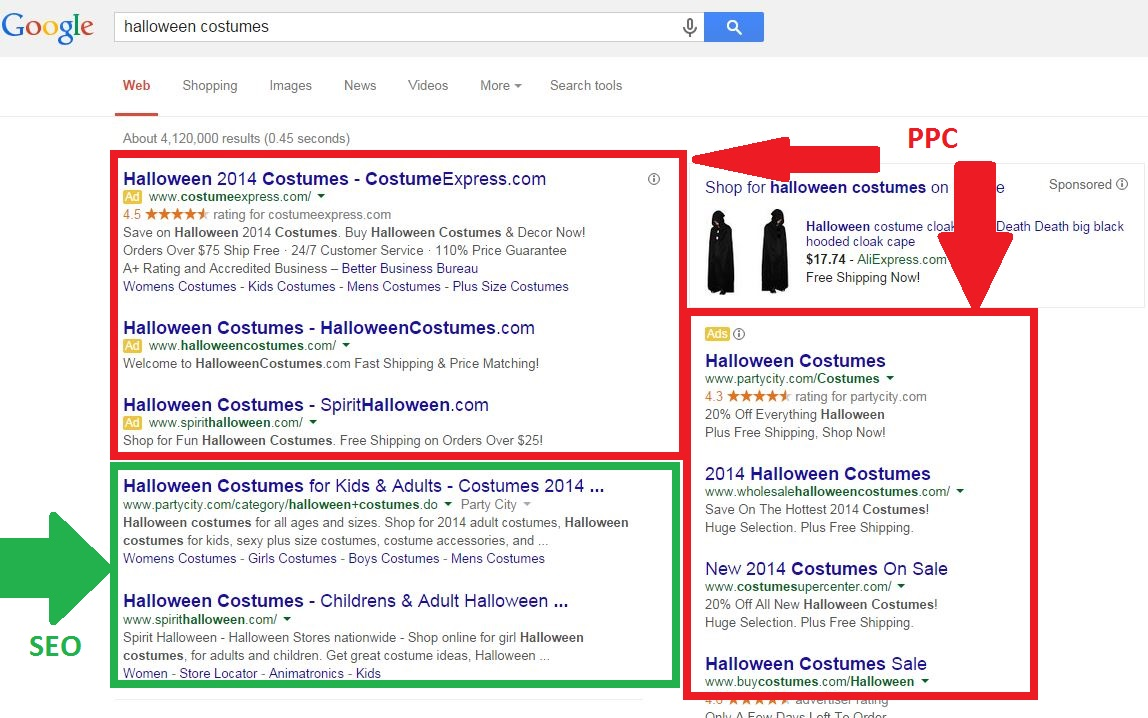
SERP z vyhledávače Google s grafickým vyznačením jednotlivých částí stránky (PPC reklama, SEO).

Search engine results page neboli SERP je stránka výsledků zobrazená internetovým vyhledávačem (např. Google či Seznam) jako odpověď na dotaz zadaný uživatelem. Tento pojem se používá nejčastěji v kontextu SEO (optimalizace pro vyhledávače).

## Obsah SERP
Na SERP se nacházejí různé druhy výsledků. Nejdůležitější částí jsou zpravidla přirozené výsledky vyhledávání – výsledky, které vyhledávač našel a vrátil na základě uživatelova dotazu. Kromě nich se na stránce obvykle vyskytují také placené výsledky – reklamní odkazy, jejichž zobrazení si u vyhledávače někdo koupil a které se zobrazují např. při hledání určitých klíčových slov. Tato reklama se obvykle zobrazuje nad přirozenými výsledky nebo vpravo vedle nich, zpravidla bývá označena jako sponzorované odkazy nebo slovem reklama. Reklama ve výsledcích vyhledávání se obvykle platí za proklik (PPC).
Každá nalezená položka obsahuje zejména nějaký nadpis a příslušný hypertextový odkaz. Navíc zpravidla obsahuje velmi krátkou ukázku obsahu – několik slov či vět, kde jsou zvýrazněny hledané termíny. Také může vyhledávač zobrazit obrázek, mapku či video, pokud je pro vyhledávání relevantní (a často v tomto případě také vyhledávač nabízí odkaz na specializované vyhledávání pouze v příslušném typu obsahu).
To, co konkrétně se na SERP ve výsledcích zobrazuje, je velmi důležité pro SEO. Vyhledávače tyto informace získávají zpravidla z metadat stránky (titulek stránky, obsah položky description apod.). Kromě toho vyhledávače využívají data ze sitemap, pokud je stránky nabízejí.
Některé vyhledávače také nabízejí doporučení k úpravě hledaného výrazu (např. když obsahuje překlep).